# Philippe Vuilque
Philippe Vuilque, né le 29 janvier 1956 à Charleville (Ardennes), est un homme politique français.

## Biographie
Député de la 2e circonscription des Ardennes de 1997 à 2012, il faisait partie du groupe socialiste et était membre du groupe parlementaire  de lutte contre les sectes.
Il n'a pas été réinvesti par son parti pour les élections législatives de 2012. Le 27 mars 2012, il est exclu du PS pour s'être présenté en dissident divers gauche. Il ne recueille que 13,56 % des suffrages exprimés et est éliminé dès le premier tour.
Il démissionne de ses fonctions de maire le 27 septembre 2012, mais reste conseiller municipal.
En janvier 2014, il entre au ministère de l'intérieur comme chargé de mission auprès du secrétaire général du ministère ; il est chargé des relations avec le Parlement et du dossier de la simplification administrative.[réf. nécessaire]

## Mandats
- 23/03/1992 - 23/03/1998 : vice-président du conseil régional de Champagne-Ardenne
- 01/06/1997 - 19/06/2012 : député de la deuxième circonscription des Ardennes
- 2008 - 27/09/2012 : maire de Revin (Ardennes)